# Juan Héctor Hunziker
Juan Héctor Hunziker (Buenos Aires, 26 de agosto de 1925 - Acassuso, Província de Buenos Aires, 17 de março de 2003) foi um destacado botânico e geneticista argentino.

## Estudos
Se graduou como Engenheiro agrônomo em 1949, com Diploma de Honra, na Faculdade de Agronomia e Veterinária da Universidade de Buenos Aires. Sob a direção do professor Lorenzo R. Parodi, realizou sua tese de graduação sobre taxonomia do gênero Ephedra, da qual surgiria sua primeira publicação: "Dos binomios confusos en el género Ephedra: E. tweeciana y E. triandra. Bol. Soc. Argent. Bot. 2(4): 278-286. 1949".
Sua carreira docente se iniciou em 1946 como ajudante docente ad honorem em Botânica Agrícola na mencionada Faculdade. Como estudante assumiu o cargo de pesquisador  no Instituto de Botânica do Ministério da Agricultura e Pecuária, que desempenhou de dezembro de 1947 até 1958.
Em 1950 obteve uma bolsa de estudos do Rotary International para realizar estudos de pós-graduação com o professor George Ledyard Stebbins, em Berkeley, Universidade da California (1951-1952). Em outubro de 1952 obteve o título de Mestre de Ciência em Genética, com sua tese Cytogenetics and Systematics of certain South American species of Agropyron and Elymus (Gramineae) (Citogenética e sistemática de certas espécies sul-americanas de Agropyron e Elymus (Gramineae)). Posteriormente, como bolsista da Fundação Guggenheim (1957-1959) obteve o título de "Doutor de Filosofia em genética" pela mesma Universidade, com a apresentação da tese "Hybridization and Polyploidy in some South American Species of Agropyron (Gramineae)" (Hibridação e poliploidia em algumas espécies sul-americanas Agropyron (Gramineae)), dirigida também pelo professor Stebbins.

## Sua carreira como pesquisador
Em 1958 e até 1960 passou a ser pesquisador com dedicação exclusiva do Instituto de Botânica, na época subordinado ao Instituto Nacional de Tecnologia Agropecuária.  Em 1960 foi designado como Investigador Científico e Tecnológico do CONICET. Lá tornou-se Investigador Superior, máximo cargo dessa instituição. Em 1960 foi nomeado Professor Titular com dedicação exclusiva na Faculdade de Ciências Exatas, Físicas e Naturais da Universidade de Buenos Aires. Ali criou o Laboratório de Genética Evolutiva e formou um sem número de brilhantes discípulos.
Em 1984 foi designado Diretor do  Instituto de Botánica Darwinion, cargo que manteve até  1998.

## Sua obra
Hunziker  foi quem introduziu na Argentina a modalidade de estudos multidisciplinares na resolução de problemas taxonômicos, filogenéticos e  evolutivos. Além disso, foi um dos primeiros biólogos argentinos em utilizar nos estudos evolutivos, técnicas de eletroforeses de proteínas seminais e de isoenzimas, como também cromatografia de compostos fenólicos.

## Publicações
Foi autor e coautor de uma centena e meia de publicações e comunicações científicas em revistas argentinas e estrangeiras.
Foi co-redator dos seguintes livros:
- Mabry, T, J., J. H. Hunziker and D. R. Di Feo, Jr (editores). Creosote bush. Biology and Chemistry of Larrea in New World Deserts. US / IBP Synthesis Series Nro. 6. Dowden, Hutchinson and Ross, Inc. 284 págs. Stroudsburg, Pennsylvania. 1977.
- Mazoti, I y J. H. Hunziker. Genética. Tomo IV de la colección “Evolución de las Ciencias en la República Argentina”. Sociedad Científica Argentina. 242 páginas. 1976
- Allen, J. C. , Burley, J.; Hunziker, J. H. Virginia, R. (editores). Forest Ecology and Management 16 (1-4): 1-444. Elsevier Science Publ. B. V. Amsterdam, 1986.

## Conferências e seminários
Em diversas oportunidades pronunciou conferências ou seminários em centros científicos de todo o mundo, tais como na  Universidade Harvard (Cambridge), Universidade de Washington (St. Louis), Universidade do Arizona (Tucson) e Universidade do Texas (Austin) nos Estados Unidos da América, no Indian Agricultural Research Institute (Nova Deli, Índia), Instituto Nacional de Genética, Misima (Japão), Departamento de Genética da Universidade Federal do Rio Grande do Sul (Porto Alegre, Brasil) e a Universidade de Los Andes (Bogotá, Colômbia).

## Reconhecimentos
Seu excelente e intenso trabalho acadêmico tem sido reconhecido em reiteradas oportunidades. A Universidade de Buenos Aires lhe outorgou o Diploma de Honra Curso 1944-1948. Recebeu o Prêmio "Eduardo L. Holmberg" (triênio 1964-1966) instituído pela Municipalidade de Buenos Aires. Recebeu o "Diploma de Honra ao Mérito" outorgado pela Universidade Nacional de La Plata na ocasião do Centenário do Museu de La Plata, outubro de 1977. Foi novamente bolsista da Fundação Guggenheim em 1980 para realizar estudos de citogenética, sistemática e evolução vegetal no Missouri Botanical Garden, USA. Se desempenhou, desde 1980, como Membro Honorário do Centro Pampeano de Estudos em Ciências Naturais e Agronômicas. A Fundação Konex lhe outorgou o Prêmio Konex de Platina, Genética e Citologia, 1983. Em 1984 foi nomeado  Membro Honorário da  Sociedade de Biologia de Tucumán. A Fundação Lucio Cherny, em 1986, lhe outorgou o Prêmio "León Cherny", em reconhecimento aos seus trabalhos sobre Genética Vegetal. Recebeu a Menção Especial (Prêmio F. A. Sáez) pelo trabalho "Variación isoenzimática de glutamato oxaloacetato transaminasa (Got) en especies norte- y sudamericanas de Larrea", Sociedade Argentina de Genética (1989). Foi Acadêmico Titular da Academia Nacional de Ciências Exatas, Físicas e Naturais, Buenos Aires, Argentina, desde 1976 e Acadêmico  Correspondente, Academia Nacional de Ciências, Córdoba, desde 1982. Foi designado Presidente Honorário do VI Congresso Latinoamericano de Botânica, Mar del Plata, outubro de 1994.
Foi uma das figuras  distinguidas da ciência argentina do século XX e uma das reputações mais inatacáveis. Sua vida foi um exemplo de integridade e coerência. Foi justamente por esse notável conjunto de virtudes e méritos que foi designado Acadêmico de Número em 1977.
No ano de 2001 passou a condição de aposentado.